# Салвителе
Салвитѐле (на италиански: Salvitelle; на неаполитански: Salvitedd', Салвитедъ) е село и община в Южна Италия, провинция Салерно, регион Кампания. Разположено е на 630 m надморска височина. Населението на общината е 600 души (към 2010 г.).